# Batubintang
Batubintang is een bestuurslaag in het regentschap Pamekasan van de provincie Oost-Java, Indonesië. Batubintang telt 9844 inwoners (volkstelling 2010).